# رچت و کلنک (بازی ویدئویی ۲۰۱۶)
رچت و کلنک (انگلیسی: Ratchet & Clank) یک بازی ویدئویی در سبک سکوبازی است که توسط اینسامنیاک گیمز توسعه یافته و به‌وسیلهٔ سونی اینتراکتیو انترتینمنت و در سال ۲۰۱۶ برای پلت‌فرم پلی‌استیشن ۴ منتشر شده‌است. این بازی به عنوان نسخهٔ باز راه اندازی شده اولین بازی در این سری به‌شمار می‌رود، و همچنین با الهام از فیلمی به همین نام محصول سال ۲۰۱۶ ساخته شده‌است.